# Lions Gibraltar Football Club 2020-2021
Questa voce raccoglie le informazioni riguardanti la Lions Gibraltar Football Club nelle competizioni ufficiali della stagione 2020-2021.

## Maglie e sponsor
Il fornitore tecnico per la stagione 2020-2021 e per il triennio 2020-2023 è Macron.
La prima divisa, che ha come colore principale l'arancione, è caratterizzata da delle bande orizzontali di color arancione bruciato con grandezze graduali che costeggiano tutta la zona centrale della divisa. La seconda divisa, invece, ha come colore principale il grigio con 4 bande orizzontali sulla parte centrale della divisa.
| Casa | Trasferta |

## Rosa
Aggiornata al 22 maggio 2021.
| N. |                       | Ruolo | Calciatore             |
| -- | --------------------- | ----- | ---------------------- |
| 1  | Spagna (bandiera)     | P     | Borja Valadès          |
| 2  | Spagna (bandiera)     | C     | Francisco Morales      |
| 3  | Spagna (bandiera)     | D     | Guillermo Jiménez      |
| 4  | Spagna (bandiera)     | D     | Adrián Vera            |
| 5  | Gibilterra (bandiera) | D     | Jamie Bosio (capitano) |
| 6  | Gibilterra (bandiera) | D     | Shea Breakspear        |
| 7  | Gibilterra (bandiera) | D     | Kaylan Rumbo           |
| 8  | Spagna (bandiera)     | C     | Antonio Cintas         |
| 9  | Spagna (bandiera)     | A     | Abraham Pomares        |
| 10 | Gibilterra (bandiera) | A     | Dylan Peacock          |
| 10 | Gibilterra (bandiera) | A     | Alberto Caravaca       |
| 11 | Gibilterra (bandiera) | D     | Jared Buhagiar         |

| N. |                       | Ruolo | Calciatore         |
| -- | --------------------- | ----- | ------------------ |
| 12 | Gibilterra (bandiera) | D     | Craig Bossano-Anes |
| 13 | Gibilterra (bandiera) | P     | Sean Benitez       |
| 14 | Spagna (bandiera)     | C     | Iván Ruiz          |
| 17 | Spagna (bandiera)     | D     | Stefan Thorne      |
| 18 | Gibilterra (bandiera) | C     | Kadrian Verjaque   |
| 19 | Spagna (bandiera)     | A     | Germán Cortés      |
| 21 | Gibilterra (bandiera) | C     | Julian Grech       |
| 22 | Gibilterra (bandiera) | A     | Byron Espinosa     |
| 24 | Gibilterra (bandiera) | D     | Thomas Hastings    |
| 33 | Gibilterra (bandiera) | P     | Lewis Victor       |
| 37 | Gibilterra (bandiera) | A     | Ethan Dobinson     |
| 42 | Gibilterra (bandiera) | C     | Cecil Prescott     |
| -  | Spagna (bandiera)     | C     | Labra              |

## Risultati

### Rock Cup
| Gibilterra 7 aprile 2021, ore 20:45 CET Primo Turno                                                            | Lincoln Red Imps | 6 – 0 referto | Lions Gibraltar | Victoria Stadium |
| \| \| \| \| \| Gómez 11’ L. Casciaro 21’, 66’ K. Ronan 39’ J. Coombes 85’ G. Torrilla 90+2’ \| Marcatori \| \| |                  |               |                 |                  |
| |                  |               |                 |                  |
| Gómez 11’ L. Casciaro 21’, 66’ K. Ronan 39’ J. Coombes 85’ G. Torrilla 90+2’                                   | Marcatori        |               |                 |                  |